# Le Monastier-sur-Gazeille
Le Monastier-sur-Gazeille é uma comuna francesa na região administrativa de Auvérnia-Ródano-Alpes, no departamento de Alto Loire. Estende-se por uma área de 39,74 km². Em 2010 a comuna tinha 1 810 habitantes (densidade: 45,5 hab./km²).

## Link
- «Le Monastier sur Gazeille»